# Josh Kerr (athlétisme)
Pour les articles homonymes, voir Josh Kerr (homonymie).
Josh Kerr, né le 8 octobre 1997 à Édimbourg en Écosse, est un athlète britannique spécialiste des épreuves de demi-fond, champion du monde du 1 500 mètres en 2023 à Budapest et du 3 000 mètres en salle en 2024 à Glasgow.

## Biographie
Josh Kerr remporte le titre du 1 500 mètres lors des championnats d'Europe juniors 2015 à Eskilstuna. Il participe au 1 500 mètres des championnats du monde 2017 à Londres mais s'incline dès les séries.
Il se classe sixième du 1 500 m des Mondiaux 2019 à Doha, au Qatar.
En 2021, lors des Jeux olympiques à Tokyo, Josh Kerr décroche la médaille de bronze du 1 500 m, devancé par le Norvégien Jakob Ingebrigtsen et le Kényan Timothy Cheruiyot. Il établit à cette occasion un nouveau record personnel en 3 min 29 s 05.
A Budapest en août 2023, il déjoue les pronostics en étant couronné champion du monde devant les deux Norvégiens Jakob Ingebrigtsen et Narve Gilje Nordås, succédant au palmarès de cette épreuve à son compatriote Jake Wightman, titré l'année précédente.
En 2024, durant les championnats du monde d'athlétisme en salle à Glasgow, Josh Kerr décroche la médaille d'or à domicile sur l'épreuve du 3 000 mètres, devançant l'Américain Yared Nuguse et l'Éthiopien Selemon Barega,.
Il devient vice-champion olympique aux Jeux de Paris en 3 min 27 s 79, un nouveau record britannique, derrière l'Américain Cole Hocker.

## Palmarès
| Date | Compétition                    | Lieu       | Résultat | Épreuve | Performance   |
| ---- | ------------------------------ | ---------- | -------- | ------- | ------------- |
| 2015 | Championnats d'Europe juniors  | Eskilstuna | 1er      | 1 500 m | 3 min 49 s 62 |
| 2019 | Championnats du monde          | Doha       | 6e       | 1 500 m | 3 min 32 s 52 |
| 2021 | Jeux olympiques                | Tokyo      | 3e       | 1 500 m | 3 min 29 s 05 |
| 2022 | Championnats du monde          | Eugene     | 5e       | 1 500 m | 3 min 30 s 60 |
| 2023 | Championnats du monde          | Budapest   | 1er      | 1 500 m | 3 min 29 s 38 |
| 2024 | Championnats du monde en salle | Glasgow    | 1er      | 3 000 m | 7 min 42 s 98 |
| 2024 | Jeux olympiques                | Paris      | 2e       | 1 500 m | 3 min 27 s 79 |

## Records
| Épreuve              | Performance        | Lieu   | Date            |
| -------------------- | ------------------ | ------ | --------------- |
| 1 500 mètres         | 3 min 27 s 79 (NR) | Paris  | 6 août 2024     |
| 1 500 m piste courte | 3 min 32 s 86      | Boston | 27 février 2022 |
| Mile                 | 3 min 45 s 34 (NR) | Eugene | 25 mai 2024     |